# Рейли, Сидней
Си́дней Джордж Ре́йли (англ. Sidney George Reilly; 24 марта 1873, Одесса — 5 ноября 1925, Москва) — британский разведчик, секретный агент и авантюрист, сотрудничавший со Специальным отделом Скотланд-Ярд (англ. Scotland Yard's Special Branch) и зарубежным отделом Британской секретной службы (предшественницы Секретной разведывательной службы — MI6). Считается, что Рейли был разведчиком, работавшим как минимум на четыре великие державы: ему приписываются внедрение в круги русской политической эмиграции в 1890-е годы в Лондоне, разведывательная деятельность в Маньчжурии во время русско-японской войны и участие в попытке свержения власти большевиков, предпринятой в 1918 году.
Рейли был арестован ГПУ в ходе операции «Трест» и расстрелян в 1925 году. Мемуары о деятельности Рейли и его попытке антибольшевистского переворота опубликовал в 1932 году Брюс Локкарт в книге «Воспоминания офицера британской разведки» (англ. Memoirs of a British Agent), которые принесли Рейли всемирную славу. В прессе после выхода этих мемуаров создался образ Рейли как неуловимого шпиона, которого нередко называли «величайшим» и даже сравнивали с героем романа «Алый Первоцвет». Лондонская газета Evening Standard выпустила комикс-сериал «Master Spy» в мае 1931 года, а Ян Флеминг использовал личность Рейли как один из прототипов героя своих романов — Джеймса Бонда. Рейли считается «ведущей фигурой в мифологии современной британской разведдеятельности». Также Рейли называют одним из прототипов главного героя романа «Овод» Этель Лилиан Войнич.

## Происхождение

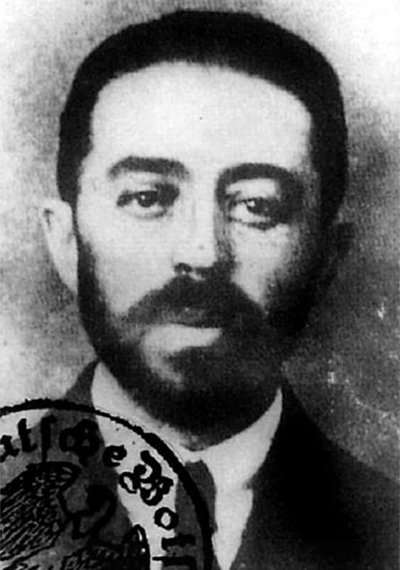
Фото Рейли в немецком паспорте на имя Джорджа Бергманна (George Bergmann)

Значительная часть деталей биографии Рейли оставалась загадкой для историков и сотрудников разведки больше века. Сам Рейли в разных беседах рассказывал абсолютно разные и противоположные друг другу факты о своём происхождении, чтобы запутать следователей и сбить со следа шпионов, охотившихся за ним. В разное время он выдавал себя за сына капитана ирландского торгового судна, ирландского священника и даже русского дворянина, приближённого ко двору Александра III. Данные о дате рождения Рейли расходятся: в документах до 1917 года его год рождения значился как 1873, после 1917 года в документах указывался 1874 год. В газете «Evening Standard» со ссылкой на супругу Рейли Пепиту Бобадилью (Pepita Bobadilla) утверждалось, что Рейли родился в 1872 году, однако в своих мемуарах она указывала 1874 год в качестве года рождения Сиднея. Брюс Локхарт указывал 1873 год в качестве года рождения Рейли, в документах ОГПУ чаще значился 1874 год.
Согласно досье ГПУ от 1925 года, Сидней Рейли родился 24 марта 1874 года в Одессе и при рождении получил имя Зигмунд Маркович Розенблюм. Его отец был по профессии врачом, а также работал морским агентом; мать была представительницей обедневшего дворянского рода. По другой версии, Сидней родился 24 марта 1873 года в Одессе, но под именем Георгий Розенблюм. Третий источник указывает, что Рейли родился не в Одессе, а в Херсонской губернии, и что при рождении получил имя Соломон (Шломо) Розенблюм: его биологическим отцом был доктор Михаил Абрамович Розенблюм, а матерью — женщина по имени Полина (Перла); по документам отцом был двоюродный брат Михаила Григорий Розенблюм. Также ходили слухи, что Полина родила ребёнка от капитана торгового судна. Четвёртая версия утверждает, что датой рождения Рейли является 24 марта 1874 года, а его имя при рождении — Зигмунд Георгиевич Розенблюм: согласно этой версии, его родителями были Полина и Григорий (позже представлялся как Георгий) Розенблюм, богатая семья евреев-выходцев из Гродненской губернии, у которых было имение в Бельске. Утверждалось, что семья Розенблюмов была знакома с польскими националистическими кругами: среди друзей Полины был будущий премьер-министр Польши Игнаций Ян Падеревский.
По версии, приводимой Евгенией Таратутой и Тамарой Бреус, Рейли действительно родился 24 марта 1874 года недалеко от Одессы: его отцом был некий полковник Русской императорской армии, а мать по происхождению была русской, но имела польские корни. Семья исповедовала католичество, при крещении Рейли получил имя Георгий, но фамилию своей семьи не называл никогда. Также у него была сестра Анна (старше на два или три года). Утверждалось, что Сидней Рейли и его сестра получили домашнее воспитание благодаря репетиторам по разным учебным предметам, а сам Рейли с ранних лет стал изучать иностранные языки. Михаил Бонч-Бруевич в своих мемуарах упоминал версию о частично ирландском происхождении Рейли по отцу (капитану британского торгового судна) и о том, что Рейли был уроженцем Одессы.

## Ранние годы

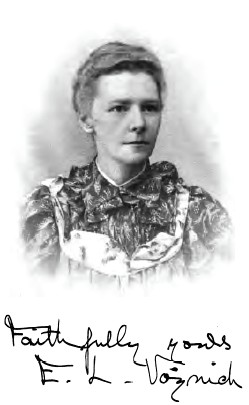
Этель Войнич, которая поддерживала отношения с Рейли (в 2016 году были выдвинуты аргументы в пользу этого на основании обнаруженной переписки Этель и Сиднея)

Согласно Ральфу Картеру Элвуду, в сохранившихся отчётах Охранного отделения за 1892 год фигурировал человек по фамилии Розенблюм, который был арестован за сотрудничество с революционной студенческой группой «Друзья просвещения», курьером которой и являлся. Однако он не только не предстал перед судом, но и вовсе затем был освобождён: позже упоминалось о том, что среди его друзей был и агент Охранного отделения А. Н. Грамматиков, вследствие чего возникли предположения о том, что вышеозначенный Розенблюм также был тайным агентом «охранки». По Элвуду, наиболее вероятной причиной сотрудничества Розенблюма с «охранкой» мог быть шантаж.
После освобождения Розенблюма воспитывавший его отец сообщил ему, что его мать скончалась, и назвал имя биологического отца — Михаила Абрамовича Розенблюма. Потрясённый новостями, юноша, по собственным словам, подстроил своё самоубийство в Одессе и «зайцем» пробрался на британский корабль, шедший в Южную Америку. По теории Брюса Локхарта, Розенблюм добрался до Бразилии, где проживал под именем Педро и занимался разной тяжёлой работой, будучи то докером, то работая на прокладке дорог, то трудясь на плантациях, то подрабатывая поваром британской разведывательной экспедиции в 1895 году. Розенблюм утверждал, что якобы спас членов экспедиции и её главу, майора Британской армии Чарльза Фозергилла (англ. Charles Fotherhill), когда на того напали разъярённые туземцы: он якобы выхватил пистолет британского офицера и перестрелял врагов. В благодарность за это он получил от Фозергилла 1500 фунтов стерлингов, британский паспорт и билет до Британии: по прибытии в Великобританию он получил документы на имя Сиднея Розенблюма (англ. Sidney Rosenblum).
Реальные документы опровергают теорию о пребывании Розенблюма в Бразилии. Согласно сохранившимся сведениям, в декабре 1895 года Розенблюм прибыл в Лондон из Франции, причём он спешно выехал из парижского пригорода Сен-Мор-де-Фоссе, а при себе имел крупную сумму денег, которую заполучил преступным путём. Предполагается, что 25 декабря 1895 года Розенблюм и его польский сообщник Ян Войтек подстерегли двух итальянских анархистов и ограбили их, отобрав у них крупную денежную сумму, которая якобы откладывалась на нужды революционного движения. Один из анархистов был убит на месте (ему перерезали глотку), а спустя трое суток второй пострадавший, Констант Делла Касса (итал. Constant Della Cassa), скончался в госпитале Фонтеблю от полученных ножевых ранений. Как писала французская газета L’Union Républicaine de Saône-et-Loire в номере от 27 декабря 1895 года, нападение и убийство произошли на поезде, курсировавшем между Парижем и Фонтеблю. Описание внешности одного из убийц, составленное умиравшим Делла Касса, сходилось с описанием внешности Розенблюма, однако тот уже покинул Париж, направляясь в Британию. Войтек позже рассказал британской разведке, что подобное нападение имело место и что это было не единственное деяние, в котором он был сообщником Розенблюма.
За несколько месяцев до убийства двух итальянцев Розенблюм встретился с англичанкой Этель Лилиан Буль (в замужестве Войнич), будущей знаменитой английской писательницей, которая нередко присутствовала на собраниях русской политической эмиграции. Между ними вскоре возникли отношения, а Розенблюм поведал Этель о своей жизни в Российской Империи. В дальнейшем Розенблюм продолжал вести переписку с Этель. Принято считать, что в романе Войнич «Овод» образ главного героя отчасти был основан и на образе Розенблюма: главный герой, Артур Бертон, был незаконнорождённым; подстроил собственное самоубийство, чтобы уничтожить хоть какие-то следы своего неблагополучного прошлого; сбежал в Южную Америку, а позже вернулся в Европу, став деятелем революционного движения. Многие годы биографы отрицали связь между Сиднеем Рейли и Этель Буль, пока в 2016 году в архивах семьи Буль-Хинтон не была обнаружена переписка, подтверждающая, что примерно в 1895 году Рейли и Буль встречались во Флоренции. Однако не было очевидно, действительно ли Рейли испытывал чувства к Буль, поскольку он мог быть информатором полиции, отслеживавшим подпольную революционную деятельность Этель. Писатель Робин Брюс Локкарт утверждал, что Рейли не сердился на Войнич за публикацию историй из его жизни; в то же время нет решающих аргументов в пользу того, что именно Рейли был прототипом главного героя «Овода»; сама Войнич называла в письмах прототипами героя таких революционеров, как итальянец Джузеппе Мадзини.

## Лондон: 1890-е годы

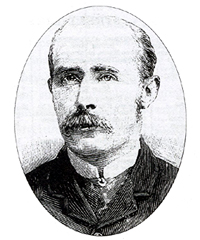
Мелвилл, Уильям, предполагаемый автор легенды Сиднея Рейли, которой мог пользоваться Розенблюм

В начале 1896 года Рейли проживал под фамилией Розенблюм в Лондоне, в районе Ватерлоо, в многоквартирном доме Альберт-Мэншнс (англ. Albert Mansions) на улице Розетта-стрит. Им была учреждена компания Ozone Preparations Company, которая занималась продажей запатентованных лекарств. Он стал платным информатором сети разведывательных служб, которую курировал Уильям Мелвилл, суперинтендант Специального отдела Скотленд-ярда, а позже руководитель специального отдела Бюро британской секретной службы, образованной в 1909 году.
В 1897 году Рейли вступил в отношения с Маргарет Томас (англ. Margaret Thomas), урождённой Каллахан (англ. Callaghan) — молодой женой преподобного Хью Томаса. С преподобным Томасом он встретился впервые в Лондоне как представитель Ozone Preparations Company: у Томаса было воспаление почки, а он был крайне заинтересован лекарствами, эффективности которых всячески расхваливал Розенблюм. Томас представил свою жену своему гостю у себя дома, и вскоре Розенблюм стал с ней встречаться. 4 марта 1898 года Хью Томас неожиданно изменил своё завещание, назначив свою супругу в качестве исполнительницы его воли. Спустя чуть больше недели, 12 марта Томас был найден мёртвым у себя в комнате. Согласно официальному заключению некоего доктора Т. У. Эндрю (англ. T. W. Andrew), причиной смерти Томаса стал грипп и необходимости в проведении дополнительного расследования или вскрытия не требовалось. Однако в британских официальных документах и записях этот Т. У. Эндрю ни разу не упоминался, а немногочисленные свидетели сообщали, что Эндрю внешне был слишком похож на Розенблюма.
Маргарет Томас настояла на том, чтобы тело её мужа подготовили к похоронам в течение 36 часов после его кончины. Она унаследовала сумму в размере около 800 тысяч фунтов стерлингов. Столичная полиция Лондона не только не занялась розысками доктора Т. У. Эндрю, но и не допросила нанятую Маргарет сиделку: та незадолго до этого проходила по делу об отравлении своего бывшего работодателя мышьяком. Четыре месяца спустя, 22 августа 1898 года Сидней Розенблюм женился на Маргарет Томас во дворце бракосочетаний в лондонском Холборне, свидетелями на церемонии бракосочетания были правительственный чиновник Чарльз Ричард Кросс (англ. Charles Richard Cross) и сотрудник Адмиралтейства Джозеф Белл (англ. Joseph Bell). Оба, в свою очередь, женились на дочерях Генри Фримена Паннетта (англ. Henry Freeman Pannett), одного из помощников Уильяма Мелвилла.

## Рейли на Дальнем Востоке
На деньги жены и, очевидно, британской разведки Рейли стал международным бизнесменом с обширными связями и запутанными финансовыми делами. Позднее он говорил о секретных заданиях, относительно которых осталось мало свидетельств. В 1897—1898 годах работал в английском посольстве в Санкт-Петербурге. В 1898 году лейтенант Рейли действовал в заграничной организации российских революционеров «Общество друзей свободной России», с 1903 года был в русском Порт-Артуре под видом торговца строительным лесом, там вошёл в доверие командования русских войск и добыл план укреплений, который якобы продал японцам. Подозрение в шпионаже в пользу Японии не помешало Рейли основаться в Санкт-Петербурге. Здесь он взял в жёны — Надежду, не расторгая брак с Маргарет. В 1905—1914 годах, до Первой мировой войны, действовал в России (с сентября 1905 по апрель 1914, помощник военно-морского атташе Великобритании), затем в Европе. В справочнике «Весь Петербург» значился как «антиквар, коллекционер». Увлекался авиацией, был членом Санкт-Петербургского лётного клуба.
Британский историк-японист Иан Ниш называл роль Рейли «одной из неразгаданных загадок русско-японской войны».

## Рейли во время Первой мировой войны

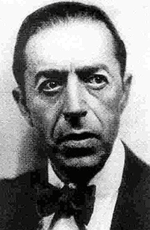
Сидней Рейли (Англия, 1924 г.)

Рейли имел связи с царским правительством. Когда началась Первая мировая война, он отправился в Нью-Йорк, чтобы переправить в Россию оружие из Америки. Посредничество было выгодным. Впервые официально Рейли поступил на службу в британскую разведку в конце 1917 года. Он стал лётчиком канадских ВВС и переправился через Лондон в Россию. Это доказывает, что его рассказы о шпионаже имеют какую-то основу (вряд ли кого попало отправят на такое задание). Большевики захватили власть в России и стремились к миру с Германией, что было угрозой для Британии и требовало предотвращения.

## Участие в заговоре послов
В начале 1918 года Рейли в составе союзной миссии был направлен в красный Мурман и Архангельск. В феврале 1918 года появился в красной Одессе в составе союзнической миссии английского полковника Бойля и занялся организацией английской агентурной сети с внедрением в круги красных комиссаров (есть признаки, что там он сошёлся с Я. Блюмкиным).
В начале марта 1918 прибыл в Петроград и прикомандирован к военно-морскому атташе капитану Кроми, затем к главе английской миссии Брюсу Локхарту — дипломату и разведчику (что, впрочем, во время войны одно и тоже). Рейли и его непосредственный начальник в России Роберт Брюс Локхарт составили план, по которому личная охрана Ленина, нёсшая охрану Кремля — латышские стрелки — будут подкуплены для совершения переворота. Они подкупили командира латышских стрелков, полковника Эдуарда Берзина, которому передали 700 тысяч рублей (по данным коменданта Кремля П. Малькова, официально — 1 200 000; для сравнения: зарплата Ленина тогда была 500 рублей в месяц).
В мае 1918 года совершил вояж на белый Дон, к Каледину, и под видом сербского офицера через всю Россию вывез в Мурманск и посадил на английский эсминец Александра Керенского. Затем в Москве и Петрограде принялся организовывать заговоры против большевиков. В июне 1918 года передал пять миллионов рублей для финансирования Национального и Тактического центров. Координировал мятеж левых эсеров 6 июля 1918 года в Москве.
В Москве Рейли легко и свободно вербовал советских служащих (в том числе и секретаршу ЦИКа Ольгу Стрижевскую) и получал от них нужные ему документы, в том числе свободный пропуск в Кремль по подлинному удостоверению сотрудника ЧК на имя Сиднея Релинского. Также выступал под собственным именем, под именами сотрудника УгРо Константинова, турецкоподданного негоцианта Массино, антиквара Георгия Бергмана.
Многие дела Рейли проваливались: попытка убить Ленина не удалась из-за отмены митинга, где тот хотел выступить, восстание левых эсеров провалилось, задание Локхарта организовать мятеж в петроградском гарнизоне тоже провалилось.
Удалось осуществить убийство эсером Яковом Блюмкиным немецкого посла Мирбаха и покушение на Ленина 30 августа 1918 года, которое чекисты объясняли «заговором послов». На заочном суде в ноябре 1918 года в Москве Рейли был приговорён к расстрелу и объявлен вне закона.
После разоблачения заговора Локхарта и убийства Кроми Рейли сбежал через Петроград — Кронштадт — Ревель в Англию, где стал консультантом Уинстона Черчилля по русским вопросам и возглавил организацию борьбы с советской властью. Он писал, что большевики — «раковая опухоль, поражающая основы цивилизации», «архивраги человеческой расы», «силы антихриста». «Любой ценой эта мерзость, народившаяся в России, должна быть уничтожена… Существует лишь один враг. Человечество должно объединиться против этого полночного ужаса».
В начале декабря 1918 года Рейли опять в России, в белом Екатеринодаре, офицер связи союзной миссии в ставке главкома ВСЮР Деникина. В начале 1919 года посещает Крым и Кавказ, с 13 февраля по 3 апреля 1919 находится в Одессе в качестве эмиссара.
В своей родной Одессе анонимно публикует в белогвардейской газете «Призыв» № 3 от 3 марта первую автобиографию с описанием заслуг в борьбе против большевизма. Через ту же газету (№ 8 от 20 марта) сдаёт белой контрразведке трёх чекистов, с которыми встречался в Советской России: Грохотова из Мурманска, Петикова из Архангельска и Жоржа де Лафара из Москвы.

## После побега из России
3 апреля 1919 года эвакуируется вместе с французами из Одессы в Константинополь, где недолго работает в британском комиссариате. В мае 1919 года прибывает с докладом правительству в Лондон, участвует в работе Парижской мирной конференции.
Вследствие военных авантюр финансовые дела Рейли пришли в упадок. В 1921 он был вынужден продать на нью-йоркском аукционе большую коллекцию вещей Наполеона, за которую получил около 100 000 долларов, но этих денег, при его стиле жизни, ему хватило ненадолго. Рейли входит в тесные отношения с представителями русской эмиграции, лоббирует в английском правительстве финансирование белоэмигрантского Торгово-промышленного комитета (Ярошинский, Барк и др.), тесно сходится с Савинковым и с его помощью осенью 1920 года лично участвует в действиях на территории Белоруссии армии Булак-Балаховича, которая вскоре была разгромлена РККА. В 1922 году с помощью Савинкова и полковника Эльфенгрена организовал на деньги Торгпрома покушение на глав советской делегации Генуэзской конференции, которое тоже провалилось. Был причастен к организации антисоветской провокации с «письмом Зиновьева».

## Смерть Сиднея Рейли
В августе 1925 экстравагантная актриса Пепита Бобадилла прибыла в Хельсинки в поисках сведений о своём муже, Сиднее Рейли, пропавшем за границей. Она рассказала, что её настоящее имя Нелли Вартон, её мать англичанка, она родилась в Гамбурге вне брака, и сделала карьеру в Лондонском театре-варьете. Остаётся неизвестным, знал ли Рейли об этих подробностях. В качестве Пепиты она нашла себе достойную пару. Как и в случае с Рейли, она сошлась с пожилым богатым сценаристом, который вскоре умер. Брак с Рейли был заключён в 1923. Финские чиновники и русские эмигранты ничем не могли помочь, и дама возвратилась в Лондон, где стало известно о смерти Рейли в перестрелке в районе советско-финской границы. Советские газеты официально сообщили, что в районе финской деревни Алакюля 28 сентября 1925 года при переходе границы были убиты два контрабандиста. Настоящая судьба Рейли вырисовывалась не сразу. Окончательно детали стали известны лишь с крахом СССР, когда были опубликованы дневники Рейли, которые он вёл в тюрьме.
Обстоятельства смерти Рейли связаны с операцией советских спецслужб под названием «Трест», которая была самой крупной по масштабу в начале XX века. Большевики сами основали «контрреволюционную» организацию, куда завлекали белогвардейцев из России и эмиграции.
Начальник британской разведки в Хельсинки Эрнест Бойс (англ. Ernest Boyce) попросил Рейли о ещё одной услуге — выяснить, что из себя представляла эта подозрительная организация на самом деле. На границе Рейли должен был встретить «верного человека» — Тойво Вяхя. Чтобы заполучить от Рейли всё, что он знал, ГПУ инсценировала смерть обоих на границе так, чтобы информация наверняка дошла до британских служб. Так Рейли не мог уже надеяться на дипломатическую помощь как британский подданный. Во время допросов на Лубянке Рейли придерживался легенды, что он — рождённый в Клонмеле в Ирландии британский подданный, и отказывался сообщать что-либо. Несмотря на ежедневные допросы, в тюрьме он вел дневник, в котором анализировал и документировал используемые в ГПУ методы допроса. Очевидно, Рейли полагал, что в случае побега эта информация могла быть ценной для британской секретной службы. Записи делались на папиросной бумаге и прятались в щели между кирпичей. Они были обнаружены лишь после его смерти в результате обыска. По мнению Андрея Кука, Рейли не пытали, за исключением инсценированной для психологического давления казни.

Меня посадили в машину. В ней были палач, его молодой помощник и водитель. Короткий путь до гаража. В это время помощник просунул свои руки через мои запястья с наручниками. Шел дождь, знобило, было очень холодно. Палач куда-то ушёл, ожидание казалось бесконечным. Мужчины травят анекдоты. Водитель говорит, что в радиаторе машины какая-то неисправность и ковыряется там. Затем снова поехали немного дальше. ГПУшники, Стирн (В. А. Стырне) с коллегами пришли и говорят, что казнь отложена на 20 часов. Ужасная ночь. Кошмары.— Дневник Сиднея Рейли. 30 октября 1925
Дневник Рейли был сфотографирован ГПУ и о его существовании не было известно до распада СССР. Опубликован в Англии в 2000 году. Дневник не подтверждает данные допросов, что может свидетельствовать как о фальсификации допросов, так и об «игре» Рейли со следователями. Приговор от 1918 года был исполнен по личному приказу Сталина.
Сидней Рейли был казнён 5 ноября 1925 года в лесу в Сокольниках, куда его ранее регулярно выводили на прогулку. По свидетельству очевидца Бориса Гудзя, исполнение приговора осуществили Григорий Федулеев и Григорий Сыроежкин. Тело отвезли обратно в тюрьму Лубянка для осмотра и фотографирования, похоронили во дворе тюрьмы . После исполнения приговора ходили слухи, что он жив и перевербован ГПУ.
Компаньон Рейли Борис Савинков был арестован похожим способом, его заманили в Минск для встречи с членами «московской антисоветской организации». Он получил 10 лет тюрьмы, но погиб, по официальной версии, выпрыгнув из окна Лубянской внутренней тюрьмы 7 мая 1925 года.

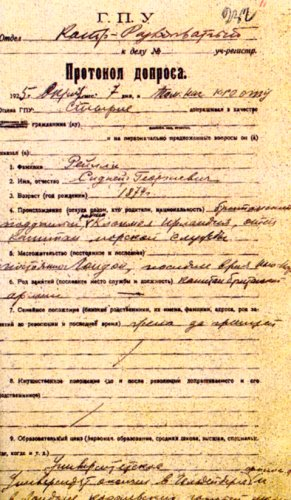
Протокол допроса Рейли 7 августа 1925

Сообщения о смерти Рейли поступали ещё в конце сентября 1925 года в прессе, после чего был объявлен розыск супруги погибшего. Согласно журналу «Вокруг света», сразу шесть женщин назвали себя «супругой» Рейли.

## Воплощения в культуре

### Кино
Рейли стал весьма популярной фигурой в киноиндустрии как на Западе (суперагент и один из прототипов Джеймса Бонда), так и в СССР (как одно из главных действующих лиц «заговора послов» и последующей антисоветской борьбы белой эмиграции).
- Дональд Крисп (Британский агент, 1934)
- Вадим Медведев (Заговор послов, 1965)
- Всеволод Якут (Операция «Трест», 1967)
- Александр Ширвиндт (Крах, 1968)
- Владимир Татосов (Крах операции «Террор», 1980)
- Сергей Юрский («20 декабря», 1981, «Берега в тумане», 1985)
- Харий Лиепиньш («Синдикат-2», 1981)
- Сэм Нилл («Рейли: король шпионов»[англ.], Великобритания, 1983)
- Шон Уильямсон[англ.] (Гудини, 2014)

### Комментарии
1. ↑  Встречаются такие варианты написания фамилии на русском, как Ра́йлей, Ре́йлей (Жорж де Лафар) и Ра́йллэ (дело ЧК Одессы)
2. ↑  Точная дата рождения не установлена: в разных источниках указываются 1872, 1873 или 1874 годы[10]
3. ↑  По утверждению Л.Млечина, неизвестно, перезахоронены его останки оттуда или нет

### На русском
- Копия донесения Рейли, сентябрь 1919.
- [militera.lib.ru/research/sayers_kahn/index.html Тайная война против Советской России].
- М. Д. Бонч-Бруевич. Вся власть Советам!. — М.: Воениздат, 1958.
  - Перевод на английский: Mikhail Bonch-Bruyevich. From Tsarist General to Red Army Commander (англ.) / translated by Vladimir Vezey. — Moscow: Progress Publishers, 1966. — P. 257, 263, 265, 303.
- Е. А. Таратута. Т. К. Бреус. Запоздалая эпитафия // Книга воспоминаний. Часть 2. — М.: Янус-К, 2001. — 96 с.
- Э. Кук[англ.]. На тайной службе Его Величества. — Эксмо, 2004. — 448 с. — (Тайная война). — ISBN 5-699-08153-4.
- Р. Б. Локкарт[англ.]. Сидней Рейли — шпион-легенда XX века. — Центрполиграф, 2001. — ISBN 5-227-01533-3.
- Лев Никулин. Мёртвая зыбь.
- Савченко В. А. [militera.lib.ru/bio/savchenko/index.html Авантюристы гражданской войны. — М., 2000]
- Е. А. Яровая. Экслибрис как улика. Книжный знак Сиднея Рейли из библиотеки Отдела нумизматики // 250 историй про Эрмитаж. Книга II. — СПб., 2014. — С. 229—233.

### На английском
- John Ainsworth. Sidney Reilly's Reports from South Russia, December 1918 – March 1919 (англ.) // Europe-Asia Studies. — 1998. — Vol. 50. — P. 1447–1470. — doi:10.1080/09668139808412605.
- Christopher Andrew. Defend the Realm: The Authorised History of MI5. — New York: Knopf Doubleday, 2009. — ISBN 978-0713998856.
- Christopher Andrew. Her Majesty's Secret Service: The Making of the British Intelligence Community. — Viking, 1986. — ISBN 978-0-6708-0941-7.
- Pepita Bobadilla, Sidney Reilly. Britain's Master Spy: The Adventures of Sidney Reilly. — London: Elkin Mathews & Marrot, 1931. — ISBN 978-0-88184-230-2.
- Mary Britnieva. One Woman's Story (англ.). — London: Arthur Baker Limited, 1934. — P. 77—86.
- Brooke, Caroline. Moscow: A Cultural History. — Oxford : Oxford University Press, 2006. — ISBN 978-0-1953-0952-2.
- Andrew Cook[англ.]. On His Majesty's Secret Service, Sydney Reilly Codename ST1. — Stroud, Gloucestershire: Tempus Publishing, 2002. — ISBN 978-0-7524-2555-9.
  - Переиздание: Andrew Cook[англ.]. Ace of Spies: The True Story of Sidney Reilly. — Stroud, Gloucestershire: Tempus Publishing, 2004. — ISBN 978-0-7524-6953-9.
- Deacon, Richard. Spyclopedia: The Comprehensive Handbook of Espionage. — London : MacDonald, 1987. — ISBN 978-0-3561-4600-3.
- Deacon, Richard. A History of the Russian Secret Service. — Taplinger Pub. Co., 1972. — ISBN 978-0-8008-3868-3.
- Debo, Richard K. (3 сентября 1971). Lockhart Plot or Dzerhinskii Plot?. The Journal of Modern History. 43 (3): 413–439. doi:10.1086/240650. JSTOR 1878562. S2CID 144258437.
- Donaldson, Norman. How Did They Die? / Norman Donaldson, Betty Donaldson. — St. Martin's Press, 1980. — Vol. Volume One. — ISBN 978-0-3123-9488-2.
- Ferguson, Harry. Operation Kronstadt: The True Story of Honour, Espionage, and the Rescue of Britain's Greatest Spy The Man with a Hundred Faces. — London : Arrow Books, 2010. — «Captain Francis Cromie of the British Naval Intelligence Department (NID) was the de facto chief of all British intelligence operations in northern Russia.». — ISBN 978-0-0995-1465-7.
- Grant, Natalie (Winter 1986). Deception on a Grand Scale. International Journal of Intelligence and Counterintelligence. 1 (4): 51–77. doi:10.1080/08850608608435036.
- Grant, Natalie (Winter 1991). The Trust. American Intelligence Journal. 12 (1): 11–15. JSTOR 44319063.
- Hicks, W.W. (2 ноября 1920). Memorandum on British Secret Service Activities in This Country (PDF) (Report). National Archives and Record Service (NARS). pp. 1–3. Doc. 9771-745-45. Архивировано (PDF) 10 августа 2017. Дата обращения: 8 июня 2018.
- George Alexander Hill. Go Spy the Land. — London: Cassell, 1932. — ISBN 978-1-8495-4708-6.
- Kitchen, Martin. Hill, George Alexander (1892–1968). Oxford Dictionary of National Biography (online ed.). Oxford University Press.
- Kotakallio, Juho. Hänen Majesteettinsa Agentit: Brittitiedustelu Suomessa 1918–1941 :  [фин.]. — Helsinki : Atena Publishing, 2016. — ISBN 978-952-30002-5-4.
- Kennedy, Gerry. The Booles and the Hintons: Two Dynasties that Helped Shape the Modern World. — Cork, Ireland : Atrium Press, 2016. — ISBN 978-1-7820-5185-5.
- Kettle, Michael. Sidney Reilly: The True Story of the World's Greatest Spy. — St. Martin's Press, 1986. — ISBN 978-0-312-90321-3.
- Lockhart, R. H. Bruce. Memoirs of a British Agent. — London and New York : Putnam, 1932. — ISBN 978-1-84832-629-3.
- Lockhart, Robin Bruce. Ace of Spies. — London : Hodder & Stoughton, 1967. — ISBN 978-0-1400-6895-5.
- Long, John W. (November 1995). Searching for Sidney Reilly: The Lockhart Plot in Revolutionary Russia, 1918. Europe-Asia Studies. 47 (7): 1225–1243. doi:10.1080/09668139508412316.
- Ludecke, Winfried. The Secrets of Espionage: Tales of the Secret Service. — Philadelphia : J.B. Lippincott Company, 1929. — ISBN 978-1-4179-3730-1.
- Lycett, Andrew. Ian Fleming, The Man Behind James Bond. — Nashville, Tennessee : Turner Publishing, 1996. — ISBN 978-1-57036-343-6.
- Madeira, Victor. Britannia and the Bear: The Anglo-Russian Intelligence Wars, 1917-1929. — Boydell & Brewer, 2014. — P. 124. — ISBN 978-1-8438-3895-1.
- Mark Mazower. What you did not tell. A Russian past and the journey home (англ.). — St Ives UK: Penguin Books, 2018. — P. 31–33. — ISBN 978-0-14-198684-5.
- McNeal, Shay. The Plots to Rescue the Tsar. — Arrow Books, 2002. — ISBN 978-0-09-929810-6.
- Milton, Giles. Russian Roulette: How British Spies Defeated Lenin. — Sceptre, 2014. — ISBN 978-1-4447-3704-2.
- Nish, Ian Hill. The Origins of the Russo-Japanese War. — London : Longman, 1985. — ISBN 0-582-49114-2.
  - Переиздание: Nish, Ian Hill. The Origins of the Russo-Japanese War. — Routledge, 2014. — ISBN 978-1-3178-7218-4.
- Service, Robert. Spies and Commissars: The Early Years of the Russian Revolution. — New York : Public Affairs, 2012. — ISBN 978-1-61039-141-2.
- Smith, Michael. Six: The Real James Bonds 1909-1939. — London : Biteback Publishing, 2011. — ISBN 978-1-84954-264-7.
- Solzhenitsyn, Aleksandr. The Gulag Archipelago 1918-1956. — New York, Evanston, San Francisco, London : Harper & Row, 1974. — P. 127, 631. — ISBN 978-0-06-013914-8.
- Spence, Richard B. (January 1995). Sidney Reilly in America, 1914–1917. Intelligence and National Security. 10 (1): 92–121. doi:10.1080/02684529508432288.
- Spence, Richard B. Trust No One: The Secret World of Sidney Reilly. — Feral House, 2002. — ISBN 978-0-922915-79-8.
- Dmitri Volkogonov. Lenin: Life and Legacy / translated by Harold Shukman. — London: HarperCollins, 1994. — ISBN 978-0-00-255123-6.
- Van Der Rhoer, Edward. Master Spy: A True Story of Allied Espionage in Bolshevik Russia. — New York : Scribner, June 1981. — ISBN 978-0-68416-870-8.
- Yarovaya, Elena. Exlibris as an Evidence. Book's sign of Sidney Reilly from the library of the Numismatic department. — Saint-Peterburg : State Hermitage Museum, 2014. — P. 229–233. — ISBN 978-5-93572-563-1.
- Daniel Yergin. The Prize: The Epic Quest for Oil, Money, and Power. — New York: Simon & Schuster, 1991. — ISBN 978-0-671-50248-5.